# Humberside Airport
Humberside Airport är en flygplats i Storbritannien.   Den ligger i kommunen North Lincolnshire och riksdelen England, i den sydöstra delen av landet, 230 km norr om huvudstaden London. Humberside International Airport ligger 36 meter över havet.
Terrängen runt Humberside International Airport är platt. Runt Humberside International Airport är det ganska tätbefolkat, med 111 invånare per kvadratkilometer. Närmaste större samhälle är Kingston upon Hull, 18,9 km norr om Humberside International Airport. Trakten runt Humberside International Airport består till största delen av jordbruksmark.